# Benesse
Benesse é um termo de origem latina, com seu étimo na expressão bene esse. Seu uso varia, da conotação de "doação" àquele de "sinecura" ou "privilégio".
Tem como conotação o ato de fazer uma doação, sem fins lucrativos, ou seja de nada pedir em troca. Entendendo esse "algo em troca", como lucros, dividendos, rendimentos dessa doação. Porém no Brasil, essa mesma palavra tem uma conotação contrária, entendendo-se como uma conotação política, e de doar algo, com a expectativa do ganho futuro de uma contrapartida; essa conotação brasileira é depreciativa e popular e foge completamente do português e seu enfoque na chamada Academia Portuguesa de Letras de Lisboa[carece de fontes?].

## Uso com a acepção de "privilégio"